# Christian Zell

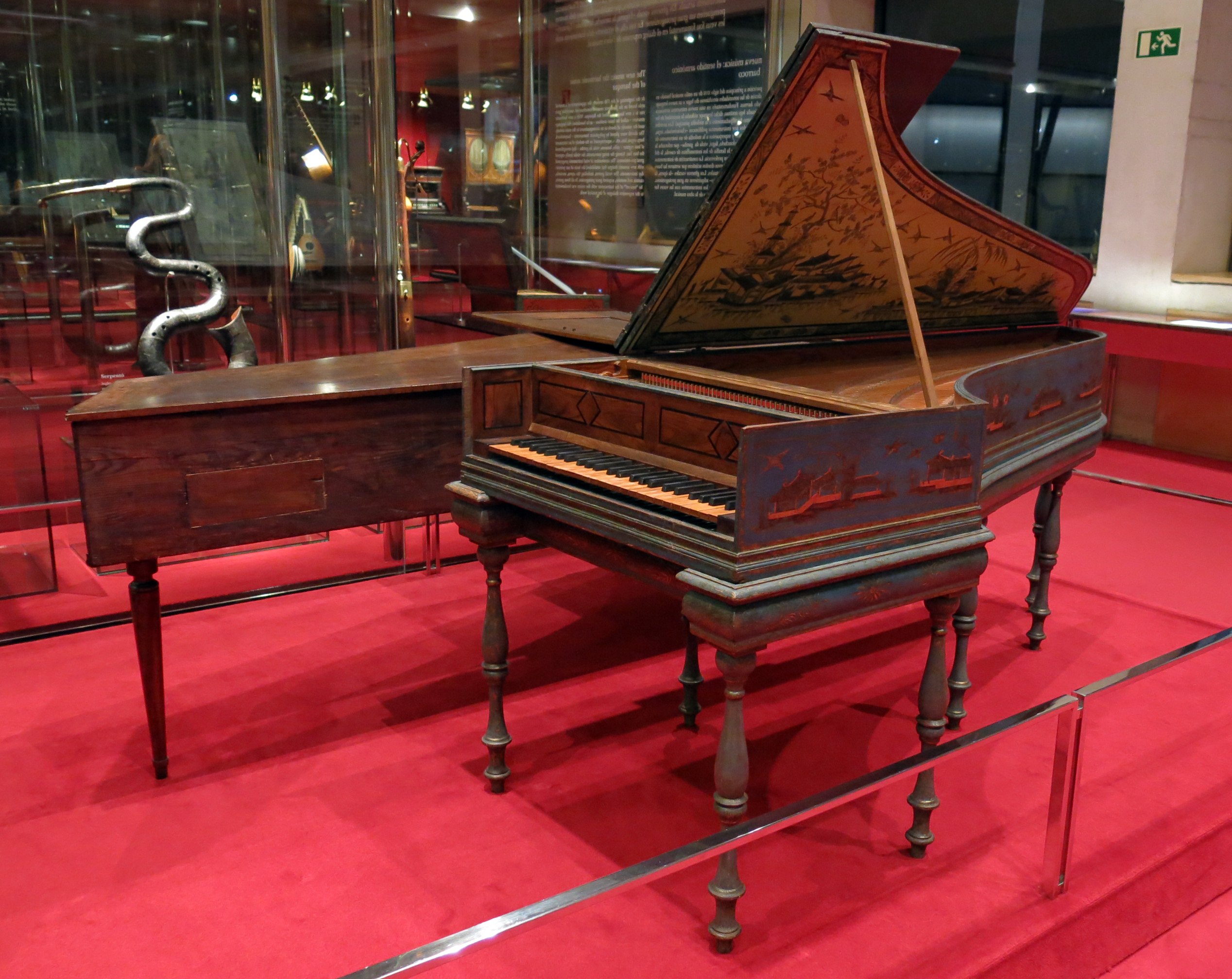
Clavicèmbal de Christian Zell

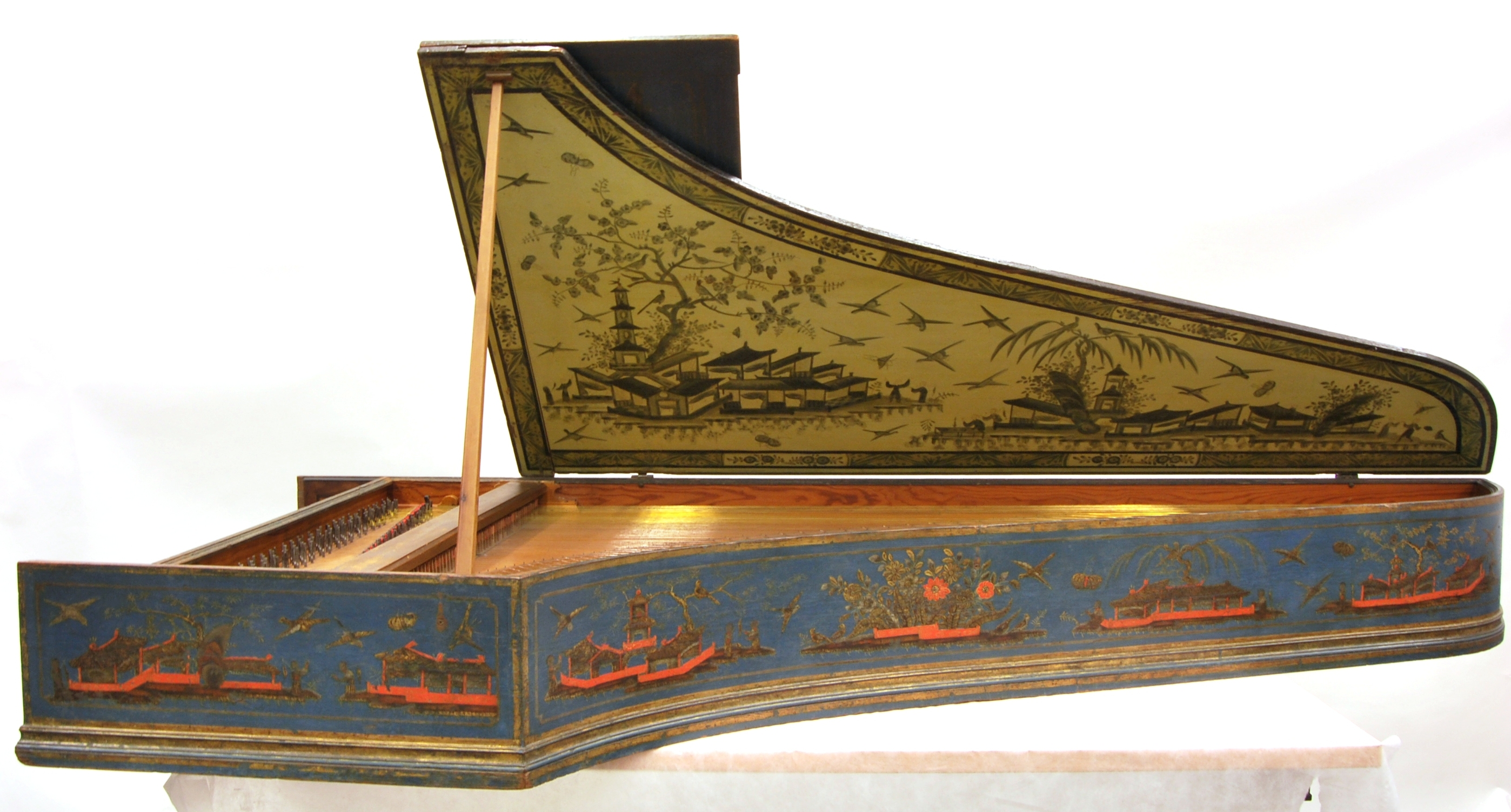
Clavicèmbal de Christian Zell, MDMB 418, conservat al Museu de la Música de Barcelona.

Christian Zell   (Hamburg, c. 1683 - Hamburg, 13 d'abril de 1763) va ser un constructor de clavicèmbals alemany. La primera vegada que el seu nom va aparèixer en un document fou l'any 1722 al registre dels ciutadans d'Hamburg, la ciutat on va passar la resta de la seva vida. Aquell any es va fer càrrec del taller de lutier Carl Conrad Fleischer després de casar-se amb la seva vídua, que tenia tres fills.

## Obra
Els seus clavicèmbals es caracteritzen per la riquesa de la seva decoració, amb detalls xinesos amb la tècnica de lacat amb un to molt propi. Només es conserven tres dels seus instruments:
- Un instrument de 1728, conservat al Museum für Kunst und Gewerbe d'Hamburg;[2]
- Un instrument de 1737, conservat al Museu de la Música de Barcelona,[3]
- Un instrument de 1741 l'Organeum, Baixa Saxònia.

## Curiositats
El clavicèmbal tocat per la cantautora Tori Amos al seu àlbum de 1996 Boys for Pele, era una rèplica del clavicèmbal de Christian Zell de 1728, però sense tanta elaboració a les pintures, construït per Robert Goble & Son.